# 居扎峰
46°22′50″N 9°54′25″E / 46.38056°N 9.90694°E

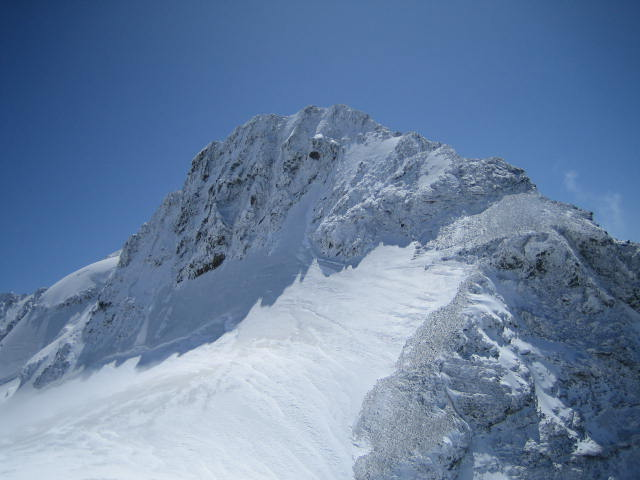

居扎峰（義大利語：Crast' Agüzza），是中歐的山峰，位於意大利和瑞士接壤的邊境，屬於貝爾尼納山脈的一部分，該山峰海拔高度3,854米，人類在1865年7月17日首次登頂。